# Сейр (Оклахома)
Сейр (англ. Sayre) — місто (англ. city) в США, в окрузі Бекгем штату Оклахома. Населення — 4809 осіб (2020).

## Географія
Сейр розташований за координатами 35°18′18″ пн. ш. 99°38′2″ зх. д. / 35.30500° пн. ш. 99.63389° зх. д. (35.305118, -99.633941).  За даними Бюро перепису населення США в 2010 році місто мало площу 14,54 км², з яких 14,48 км² — суходіл та 0,05 км² — водойми.

## Демографія
Згідно з переписом 2010 року, у місті мешкало 4375 осіб у 1161 домогосподарстві у складі 703 родин. Густота населення становила 301 особа/км².  Було 1396 помешкань (96/км²).
Расовий склад населення:
| - 75,8 % — білих - 11,7 % — чорних або афроамериканців - 2,2 % — корінних американців - 1,3 % — азіатів - 6,3 % — осіб інших рас |

До двох чи більше рас належало 2,6 %. Частка іспаномовних становила 24,0 % від усіх жителів.
За віковим діапазоном населення розподілялося таким чином: 15,5 % — особи молодші 18 років, 75,0 % — особи у віці 18—64 років, 9,5 % — особи у віці 65 років та старші. Медіана віку мешканця становила 33,5 року. На 100 осіб жіночої статі у місті припадало 205,5 чоловіків;  на 100 жінок у віці від 18 років та старших — 240,2 чоловіків також старших 18 років.
Середній дохід на одне домашнє господарство  становив 60 965 доларів США (медіана — 34 196), а середній дохід на одну сім'ю — 75 228 доларів (медіана — 47 500). Медіана доходів становила 53 207 доларів для чоловіків та 31 591 долар для жінок. За межею бідності перебувало 15,3 % осіб, у тому числі 15,5 % дітей у віці до 18 років та 10,2 % осіб у віці 65 років та старших.
Цивільне працевлаштоване населення становило 1377 осіб. Основні галузі зайнятості: освіта, охорона здоров'я та соціальна допомога — 16,8 %, сільське господарство, лісництво, риболовля — 16,6 %, роздрібна торгівля — 16,0 %.